# Phlyctenactis tuberculosa
Phlyctenactis tuberculosa is een zeeanemonensoort uit de familie Actiniidae.
Phlyctenactis tuberculosa is voor het eerst wetenschappelijk beschreven door Quoy & Gaimard in 1833.